# Liste der unveröffentlichten Aufnahmen der Beatles
Die folgenden Auflistungen behandeln Audio- und Videoaufnahmen der Beatles, die bisher nicht legal veröffentlicht worden sind oder bei denen die Veröffentlichung aus rechtlichen Gründen, meist durch Gerichtsurteile, wieder unterbunden worden ist. Nicht aufgeführt werden Abmischungen, die sich von den veröffentlichten Fassungen zwar unterscheiden, aber lediglich Variationen sind. Nicht legal veröffentlichtes Material wurde meist, wenn verfügbar, auf sogenannten „Bootlegs“ vertrieben, wobei hier als Quellen nicht die Titel der diversen Bootlegs genannt werden, sondern folgende Bücher:
- The Complete Beatles Recording Sessions von Mark Lewisohn
- The Unreleased Beatles Music & Film von Richie Unterberger

Des Weiteren dient die von den Beatles selbst veröffentlichte Anthology-Serie als Nachweis, die teilweise Ausschnitte aus bisher nicht veröffentlichten Audio- und Videomaterial präsentiert.
Sämtliches aufgeführtes Material wurde bisher illegal auf Audio- oder Video-Bootlegs veröffentlicht. Material, dessen Existenz nur durch Erinnerungen von Beteiligten dokumentiert wird oder sich ausschließlich in Besitz von einzelnen Personen befindet, wird nachfolgend nicht aufgeführt; als einzige Ausnahme dient das Buch The Complete Beatles Recording Sessions von Mark Lewisohn.

## Probeaufnahmen vom Frühling 1960

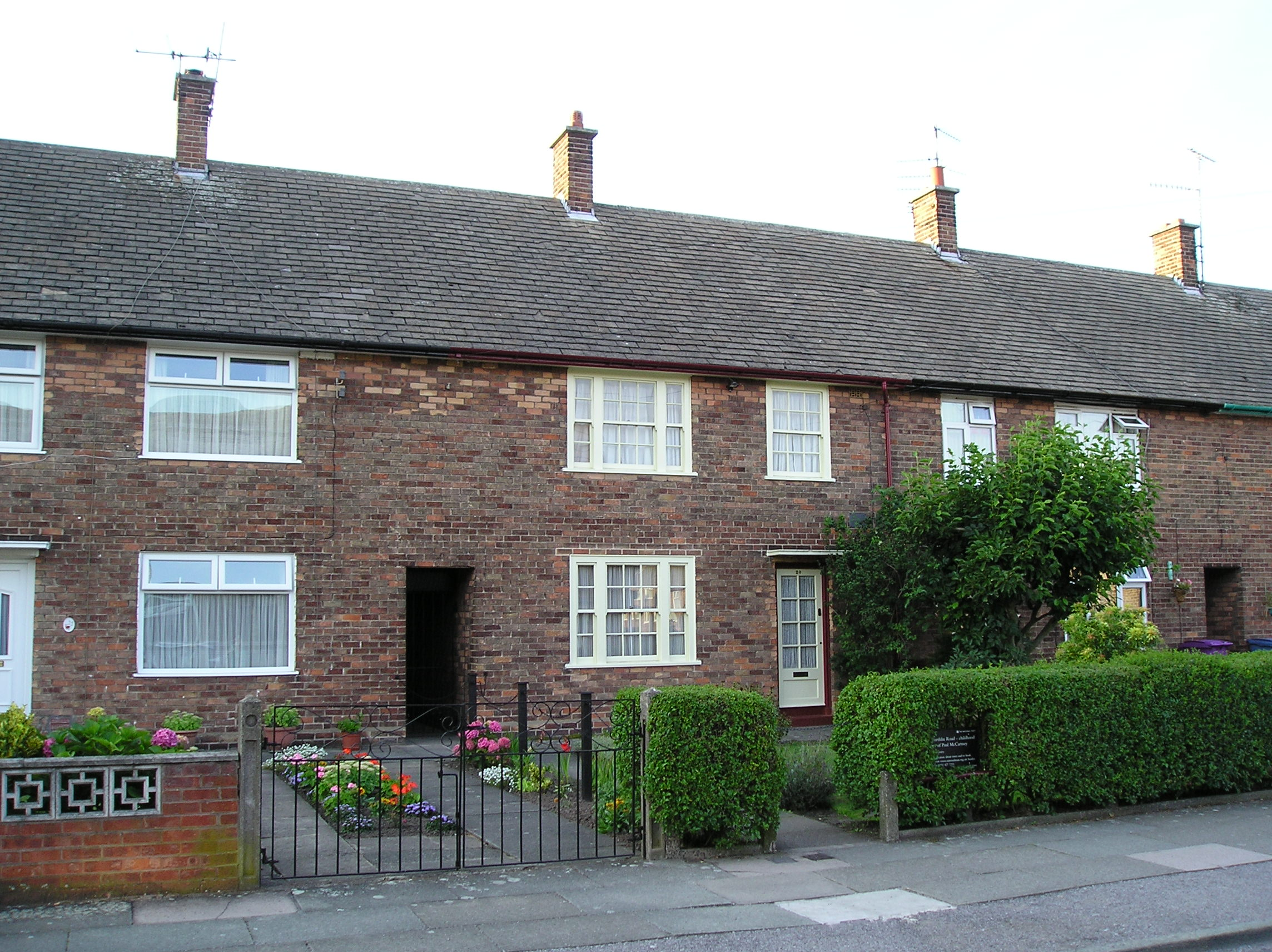
20 Forthlin Road, Blick auf das Reihenhaus

Im Frühling 1960 nahmen die Beatles in der Besetzung John Lennon, Paul McCartney, George Harrison und Stuart Sutcliffe im Haus der Familie McCartney in der Liverpooler 20 Forthlin Road auf einem Tonbandgerät mehrere Musiktitel auf. Es sind die einzigen bekannten Aufnahmen von Stuart Sutcliffe.
Folgende Titel wurden offiziell auf dem Album Anthology 1 veröffentlicht:
1. Hallelujah, I Love Her So
2. You’ll Be Mine
3. Cayenne (McCartney)

Weitere Titel, bisher nicht offiziell/legal erschienen:
1. Matchbox
2. One After 909
3. I’ll Follow the Sun
4. Well, Darling
5. Hello Little Girl
6. That’s When Your Heartaches Begin
7. Wild Cat
8. I’ll Always Be in Love with You
9. Some Days
10. The World Is Waiting for the Sunrise
11. You Must Write Every Day
12. Movin’ and Groovin’
13. Ramrod

Außerdem diverse unbetitelte Instrumentalversionen.

## Decca-Studioaufnahmen vom 1. Januar 1962
Am Neujahrstag des Jahres 1962 nahmen die Beatles in der Formation John Lennon, Paul McCartney, George Harrison und Pete Best 15 Titel in den Decca-Studios in West Hampstead (London) auf. Die Aufnahmen bei der Decca Audition erfolgten live in Mono, der Produzent war Mike Smith. 12 der 15 Titel (ausschließlich der Lennon/McCartney-Kompositionen) erschienen ab September 1982 auf verschiedenen Labels in einer rechtlichen Grauzone; weitere Veröffentlichungen wurden durch einen Gerichtsbeschluss im Jahr 1988 verboten.
Folgende Titel wurden offiziell auf dem Album Anthology 1 veröffentlicht:
1. Searchin’ (Leiber/Stoller)
2. Three Cool Cats (Leiber/Stoller)
3. The Sheik of Araby (Harry B. Smith/Wheeler/Ted Snyder)
4. Like Dreamers Do (Lennon/McCartney)
5. Hello Little Girl (Lennon/McCartney)

Die übrigen zehn Titel der Decca-Session sind bisher nicht offiziell/legal erschienen:
1. Money (That’s What I Want) (Berry Gordy/Janie Bradford)
2. Till There Was You (Meredith Wilson)
3. To Know Her Is to Love Her (Phil Spector)
4. Take Good Care of My Baby (Carole King/Gerry Goffin)
5. Memphis, Tennessee (Chuck Berry)
6. Sure to Fall (In Love with You) (Cantrell/Claunch/Carl Perkins)
7. Crying, Waiting, Hoping (Buddy Holly)
8. Love of the Loved (Lennon/McCartney)
9. September in the Rain (Harry Warren/Al Dubin)
10. Bésame mucho (Consuelo Velázquez)

Zwei dieser zehn Titel, Money (That’s What I Want) und Till There Was You, nahmen die Beatles 1963 für ihr zweites Album With The Beatles neu auf. Love of the Loved erschien im selben Jahr als A-Seite der Debütsingle von Cilla Black.

## Probeaufnahmen aus dem Cavern Club 1962

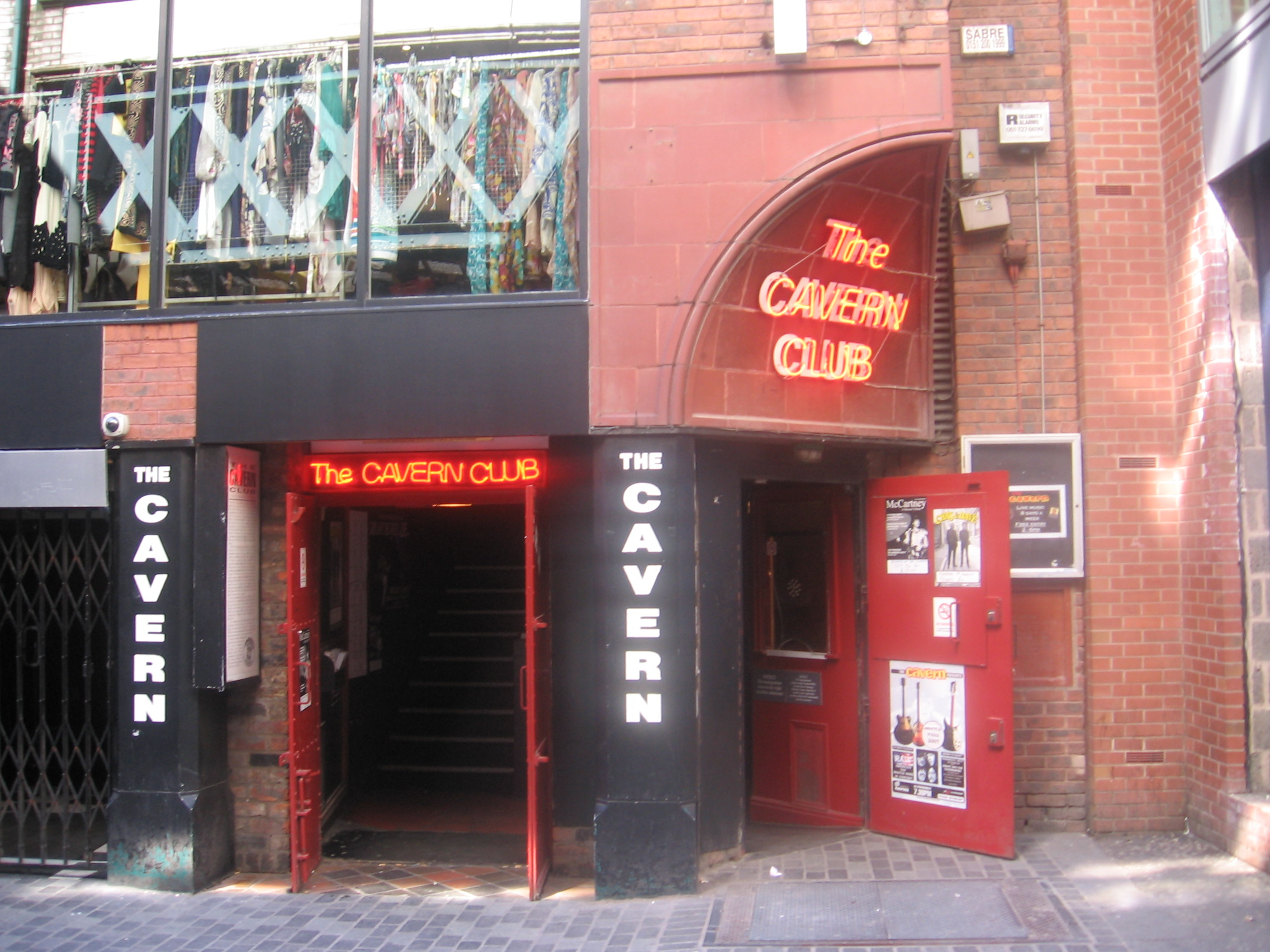
Der heutige Cavern Club in Liverpool

Die folgenden aufgeführten fünf Aufnahmen der Beatles wurden wahrscheinlich zwischen August und Dezember 1962 im Cavern Club live, aber ohne Publikum mit einem Tonbandgerät aufgenommen.
1. I Saw Her Standing There
2. One After 909 (zwei Versionen)
3. Catswalk (zwei Versionen)

Bei Catswalk handelt es sich um eine McCartney-Komposition, die erst im Oktober 1967 unter dem Titel Cat Call von Chris Barber aufgenommen wurde. Weitere Aufnahmen dieses Titels fanden während der Aufnahmesessions für den Film Let It Be statt.

## Aufnahmen für Radioprogramme der BBC von 1962 bis 1965

BBC Logo

Zwischen dem 7. März 1962 und dem 26. Mai 1965 nahmen die Beatles an 53 Radioprogrammen der BBC teil. Es wurden 275 Aufnahmen von 89 Titeln (inklusive der Variation From Us to You) gesendet. Am 30. November 1994 erschien die Doppel-CD Live at the BBC, die 56 Titel umfasst. Drei weitere Titel erschienen auf der EP Baby It’s You sowie einer auf dem Album Anthology 1. Am 8. November 2013 erschien die Doppel-CD On Air – Live at the BBC Volume 2, die weitere 40 Lieder umfasst, davon 22 bisher unveröffentlichte.
Die übrigen sieben Titel sind bisher nicht offiziell/legal erschienen:
Fremde Kompositionen:
1. Besame Mucho (Consuelo Velázquez, Sunny Skylar)
2. Dream Baby (Cindy Walker)
3. A Picture of You (Joe Brown)

Lennon/McCartney-Kompositionen:
1. I Call Your Name
2. I Should Have Known Better
3. I’m Happy Just to Dance with You
4. The Night Before

Es wurden noch vier weitere bisher unveröffentlichte Jingles bzw. kurze Themen für die BBC aufgenommen:
1. Beatles Crimble Medley (fünf Beatles-Singletitel wurden kurz angesungen)
2. Pop Goes the Beatles
3. Side by Side
4. Whit Monday to You

Außerdem wurde der Titel Tie Me Kangaroo Down, Sport mit Rolf Harris aufgenommen.

## Demoaufnahmen 1963–1968
Die folgende Auflistung von auf Bootlegs erschienenen Aufnahmen, die die Beatles als Einzelpersonen oder als Gruppe zwischen 1963 und 1969 vornahmen, behandelt lediglich Titel, die nicht als Gruppe „The Beatles“ veröffentlicht worden sind:
| Titel               | Aufnahmedatum       | Anmerkungen | Quelle                                        |
| ------------------- | ------------------- | --- | --------------------------------------------- |
| Bad to Me           | Mai/Juni 1963       | Eine Lennon-Komposition, die Billy J. Kramer im Juli 1963 veröffentlichte; im Dezember 2013 erschien eine Demoaufnahme auf der iTunes-Kompilation The Beatles Bootleg Recordings 1963             | The Unreleased Beatles Music & Film, S. 55/56 |
| I’m in Love         | Mitte 1963          | Eine Lennon-Komposition, die die Gruppe The Fourmost im November 1963 veröffentlichte; im Dezember 2013 erschien eine Demoaufnahme auf der iTunes-Kompilation The Beatles Bootleg Recordings 1963 | The Unreleased Beatles Music & Film, S. 60/61 |
| One and One Is Two  | Januar/Februar 1964 | Eine Lennon/McCartney-Komposition, die The Strangers with Mike Shannon im Mai 1964 veröffentlichte                                                                                                | The Unreleased Beatles Music & Film, S. 86    |
| Down in Cuba        | November 1966       | Eine Lennon-Komposition, die teilweise eher an Comedy erinnert, dieser Titel wurde im Rahmen der The Lost Lennon Tapes Radioserie gesendet                                                        | The Unreleased Beatles Music & Film, S. 159   |
| Pedro the Fisherman | November 1966       | Eine weitere Lennon-Komposition, die teilweise eher an Comedy erinnert, dieser Titel wurde im Rahmen der The Lost Lennon Tapes Radioserie gesendet                                                | The Unreleased Beatles Music & Film, S. 159   |
| Stranger in My Arms | November 1966       | Eine dritte Lennon-Komposition, die wiederum an Comedy erinnert, dieser Titel wurde im Rahmen der The Lost Lennon Tapes Radioserie gesendet                                                       | The Unreleased Beatles Music & Film, S. 159   |
| Heather             | November 1968       | Eine McCartney-Komposition, die mit Donovan im Studio aufgenommen und bisher nicht veröffentlicht wurde                                                                                           | The Unreleased Beatles Music & Film – S. 219  |
| Oh My Love          | Dezember 1968       | Eine Lennon-Komposition, die John Lennon auf seinem Album Imagine (September 1971) veröffentlichte                                                                                                | The Unreleased Beatles Music & Film, S. 221   |
| A Case of the Blues | Dezember 1968       | Eine Lennon-Komposition, die bisher nicht veröffentlicht wurde, weitere Aufnahmen dieses Titels fanden während der Sessions für den Film Let It Be statt                                          | The Unreleased Beatles Music & Film, S. 221   |

## Weitere Kompositionen, die die Beatles zwischen 1963 und 1969 „weggaben“
Die folgende Aufstellung von Kompositionen der Beatles behandelt jene Titel, die an andere Künstler zur Aufnahme und Veröffentlichung gegeben wurden und von denen keine (Demo/Probe) Aufnahme der Beatles bisher auf Bootleg erschienen ist:
| Titel                         | Veröffentlichung | Anmerkung | Quelle                                          |
| ----------------------------- | ---------------- | --- | ----------------------------------------------- |
| I’ll Keep You Satisfied       | November 1963    | Eine Lennon/McCartney-Komposition, die Billy J. Kramer & The Dakotas veröffentlichte | The Unreleased Beatles Music & Film, S. 343     |
| A World Without Love          | Februar 1964     | Eine Lennon/McCartney Komposition, die das Duo Peter & Gordon veröffentlichte. Im Januar 2013 gab Peter Asher bekannt, dass er eine Acetat-Single der Demoversion von Paul McCartney in seinem Archiv gefunden habe.                | The Unreleased Beatles Music & Film, S. 345     |
| Nobody I Know                 | Mai 1964         | Eine Lennon/McCartney-Komposition, die das Duo Peter & Gordon veröffentlichte | The Unreleased Beatles Music & Film, S. 345     |
| From a Window                 | Juli 1964        | Eine Lennon/McCartney-Komposition, die Billy J. Kramer & The Dakotas veröffentlichte | The Unreleased Beatles Music & Film, S. 346     |
| It’s for You                  | Juli 1964        | Eine Lennon/McCartney-Komposition, die Cilla Black veröffentlichte. Im Juli 2016 wurde bekanntgegeben, dass eine Acetat-Single der Demoversion von Paul McCartney/Beatles vom Juni 1964 im Nachlass von Cilla Black gefunden wurde. | The Unreleased Beatles Music & Film, S. 346     |
| I Don’t want to See You Again | September 1964   | Eine Lennon/McCartney-Komposition, die das Duo Peter & Gordon veröffentlichte | The Unreleased Beatles Music & Film, S. 346     |
| Woman                         | Januar 1966      | Eine McCartney-Komposition, die das Duo Peter & Gordon veröffentlichte, weitere Aufnahmen dieses Titels fanden während der Get Back/Let it Be-Aufnahmesessions statt                                                                | The Unreleased Beatles Music & Film, S. 247/347 |
| Thingumybob                   | August 1968      | Eine McCartney-Komposition, die John Foster & Sons Ltd. Black Dyke Mills Band veröffentlichte | The Unreleased Beatles Music & Film, S. 349     |
| Badge                         | Februar 1969     | Eine Harrison/Clapton-Komposition, die Cream veröffentlichte | The Unreleased Beatles Music & Film, S. 349/350 |
| Penina                        | Juli 1969        | Eine McCartney-Komposition, die Carlos Mendes veröffentlichte; weitere Aufnahmen dieses Titels entstanden während der Sessions für den Film Let It Be                                                                               | The Unreleased Beatles Music & Film, S. 242/350 |

## EMI- und Apple-Studioaufnahmen 1962–1969
Die überwiegende Anzahl der bis 1970 nicht veröffentlichten Lieder der Beatles erschien auf den drei Anthology-Doppelalben. Viele der aufgeführten Titel sind entweder unvollständig oder sind sogenannte ‚Jamsessions‘/Improvisationen (aus dem Jahr 1969), die im Rahmen der Sessions für den Film Let It Be aufgenommen wurden.
| Titel                                              | Aufnahmedatum                 | Anmerkung | Quelle                                                    |
| -------------------------------------------------- | ----------------------------- | --- | --------------------------------------------------------- |
| Tip of My Tongue                                   | 26. November 1962             | keine vollständige Aufnahme, eine Lennon/McCartney-Komposition | The complete Beatles recording sessions, S. 23            |
| Carnival of Light                                  | 05. Januar 1967               | Klangcollagen, eine McCartney Komposition | The complete Beatles recording sessions, S. 92            |
| Untitled (kein Titel)                              | 09. Mai / 1. und 2. Juni 1967 | Klangcollagen | The complete Beatles recording sessions, S. 111, 114, 115 |
| Shirley’s Wild Accordion                           | 12. Oktober 1967              | Instrumentaltitel; eine Veröffentlichung erfolgte am 5. Oktober 2012 als Bonus zur DVD/Blu-ray-Wiederveröffentlichung des Films Magical Mystery Tour als Hintergrundmusik zur bisher unveröffentlichten Szene Nat's Dream.                           | The complete Beatles recording sessions, S. 128           |
| Gone Tomorrow, Here Today                          | 11. Juni 1968                 | Eine McCartney-Komposition, die von McCartney akustisch aufgenommen wurde | The Unreleased Beatles Music & Film, S. 202               |
| Etcetera                                           | 20. August 1968               | Eine von McCartney geschriebene Ballade, die er alleine einspielte | The complete Beatles recording sessions, S. 150.          |
| The Way You Look Tonight                           | 16. September 1968            | der gesungene Text ähnelt dem von I Will | The complete Beatles recording sessions, S. 155           |
| Bye Bye Love                                       | 25. Januar 1969               | Ein von Lennon und McCartney gesungener Titel der Everly Brothers von 1957 | The complete Beatles recording sessions, S. 166           |
| Medley: Kansas City / Miss Ann / Lawdy Miss Clawdy | 26. Januar 1969               | Ein Medley aus Rock-’n’-Roll-Titeln. Dieser Medley ist auch im Film Let It Be enthalten | The complete Beatles recording sessions, S. 167           |
| You Really Got a Hold on Me                        | 26. Januar 1969               | Eine Neuaufnahme des Stücks von Smokey Robinson (Erstaufnahme 1963, With The Beatles). Dieser Titel ist auch im Film Let It Be enthalten. | The complete Beatles recording sessions, S. 167           |
| Tracks of My Tears                                 | 26. Januar 1969               | Ein weiterer Titel von Smokey Robinson, überwiegend Instrumentalaufnahme | The complete Beatles recording sessions, S. 167           |
| Isn’t It a Pity                                    | 26. Januar 1969               | Komposition von George Harrison; lediglich Gesang und Gitarre, die auf dem Harrison-Album All Things Must Pass veröffentlicht wurde. Isn’t it A Pity ist auch in der Dokumentationsserie The Beatles: Get Back im Abspann des ersten Teils zu hören. | The complete Beatles recording sessions, S. 167           |
| Not Fade Away                                      | 29. Januar 1969               | Ein Titel von Buddy Holly aus dem Jahr 1957 | The complete Beatles recording sessions, S. 168           |
| Besame Mucho                                       | 29. Januar 1969               | Ein Titel von den Coasters aus dem Jahr 1960. Dieser Titel ist auch im Film Let It Be enthalten. | The complete Beatles recording sessions, S. 168           |

## Aufnahmen für das ProjektGet Back/Let It Be1969

### Twickenham Film Studios
Vom 2. bis 14. Januar 1969 waren die Beatles in den Twickenham Film Studios, bei denen sie bei Probeaufnahmen für ein geplantes Album gefilmt wurden. Es wurden aber nicht nur die potenziellen Titel für das Album geprobt, sondern auch (teilweise) noch unfertige Lieder des Albums Abbey Road sowie Titel, die erst auf Soloalben der Beatles veröffentlicht wurden, oder bis dato unveröffentlicht blieben. Weiterhin wurden viele ältere Beatles-Aufnahmen neu eingespielt sowie zahlreiche Lieder anderer Künstler. Die meisten der Aufnahmen wurden nur angespielt oder blieben bruchstückhaft. Die Tonspuraufnahmen des Films erfolgten auf Nagra-Tonbändern in Mono. Die folgende Auflistung umfasst deshalb nur eine kleine Auswahl von Aufnahmen, wobei nur das erste Aufnahmedatum aufgeführt wird:
| Titel                               | Aufnahmedatum   | Anmerkung | Quelle                                          |
| ----------------------------------- | --------------- | --- | ----------------------------------------------- |
| Let It Down                         | 02. Januar 1969 | Eine Harrison-Komposition, die auf dem Harrison-Album All Things Must Pass veröffentlicht wurde               | The Unreleased Beatles Music & Film, S. 230     |
| Hear Me Lord                        | 06. Januar 1969 | Eine Harrison-Komposition, die auf dem Harrison-Album All Things Must Pass veröffentlicht wurde               | The Unreleased Beatles Music & Film, S. 238     |
| The Palace of the King of the Birds | 06. Januar 1969 | Eine McCartney-Komposition, die in der Dokumentationsserie The Beatles: Get Back veröffentlicht wurde         | The Unreleased Beatles Music & Film, S. 238/239 |
| Gone Gone Gone                      | 07. Januar 1969 | Eine Carl-Perkins-Komposition                                                                                 | The Unreleased Beatles Music & Film, S. 239     |
| Commonwealth                        | 09. Januar 1969 | Eine spontane Beatles-Komposition, die in der Dokumentationsserie The Beatles: Get Back veröffentlicht wurde. | The Unreleased Beatles Music & Film, S. 242     |
| Mama, You’ve Been on My Mind        | 09. Januar 1969 | Eine von George Harrison gesungene Dylan-Komposition                                                          | The Unreleased Beatles Music & Film, S. 242     |
| Suzy Parker                         | 09. Januar 1969 | Dieser Titel ist auch im Film Let It Be enthalten                                                             | The Unreleased Beatles Music & Film, S. 242     |
| Don’t Be Cruel                      | 10. Januar 1969 | Eine humorvolle Version des Elvis-Presley-Titels                                                              | The Unreleased Beatles Music & Film, S. 245     |
| On a Sunny Island                   | 10. Januar 1969 | Eine humorvolle Lennon-Komposition mit lateinamerikanischem Rhythmus                                          | The Unreleased Beatles Music & Film, S. 245     |
| Jazz Piano Song                     | 14. Januar 1969 | Dieser Titel ist auch im Film Let It Be enthalten                                                             | The Unreleased Beatles Music & Film, S. 247     |
| Madman                              | 14. Januar 1969 | Eine Lennon-Komposition, die in der Dokumentationsserie The Beatles: Get Back veröffentlicht wurde.           | The Unreleased Beatles Music & Film, S. 247     |
| Watching Rainbows                   | 14. Januar 1969 | Eine Lennon-Komposition, die bisher nicht veröffentlicht wurde                                                | The Unreleased Beatles Music & Film, S. 247     |

### Apple Studios
Vom 21. bis 31. Januar waren die Beatles in den Apple Studios, wo weitere Probe- und Studioaufnahmen für ein geplantes Album gefilmt wurden. Wiederum wurden weitere, bisher nicht veröffentlichte Titel aufgenommen. Die nachfolgende Auflistung umfasst eine Auswahl von Titeln, die nicht in Mark Lewisohns Buch The Complete Beatles Recording Sessions erwähnt werden, aber auf Bootlegs erschienen sind, als Quelle dient das Buch The Unreleased Beatles Music & Film von Richie Unterberger:
| Titel                                                                                     | Aufnahmedatum   | Anmerkung | Quelle                                      |
| ----------------------------------------------------------------------------------------- | --------------- | --- | ------------------------------------------- |
| Singing the Blues                                                                         | 24. Januar 1969 | Ein Hit von Guy Mitchell aus dem Jahr 1956, eine Komposition von Melvin Endsley | The Unreleased Beatles Music & Film S. 252  |
| Every Night                                                                               | 24. Januar 1969 | Eine McCartney-Komposition, die im April 1970 auf dem Album McCartney veröffentlicht wurde | The Unreleased Beatles Music & Film S. 252  |
| Hot as Sun                                                                                | 24. Januar 1969 | Eine McCartney-Komposition, die im April 1970 auf dem Album McCartney veröffentlicht wurde, hier teilweise mit Gesang | The Unreleased Beatles Music & Film S. 252  |
| There You Go Eddie                                                                        | 24. Januar 1969 | Eine weitere McCartney-Komposition, die bisher nicht veröffentlicht wurde | The Unreleased Beatles Music & Film S. 252  |
| I Lost My Little Girl                                                                     | 25. Januar 1969 | Eine McCartney-Komposition, die im Mai 1991 auf dem Album Unplugged (The Official Bootleg) veröffentlicht wurde, hier überwiegend mit Gesang von John Lennon. I Lost My Little Girl ist auch in der Dokumentationsserie The Beatles: Get Back zu hören. | The Unreleased Beatles Music & Film, S. 254 |
| Suicide                                                                                   | 26. Januar 1969 | Eine McCartney-Komposition, von der ein kurzes Fragment im April 1970 auf dem Album McCartney veröffentlicht wurde (die vollständige Version des Liedes erschien als einer der Bonus-Titel bei der Wiederveröffentlichung im Juni 2011)                 | The Unreleased Beatles Music & Film S. 255  |
| I Told You Before                                                                         | 26. Januar 1969 | Eine Beatles-Komposition, die in der Dokumentationsserie The Beatles: Get Back veröffentlicht wurde | The Unreleased Beatles Music & Film, S. 255 |
| The River Rhine                                                                           | 28. Januar 1969 | Eine bluesige Beatles-Komposition, teilweise mit dem Text von The Long and Winding Road | The Unreleased Beatles Music & Film S. 258  |
| Maybe Baby                                                                                | 29. Januar 1969 | Eine Buddy-Holly-Komposition aus dem Jahr 1957, hier von John Lennon gesungen | The Unreleased Beatles Music & Film S. 260  |
| Peggy Sue Got Married                                                                     | 29. Januar 1969 | Eine weitere Buddy-Holly-Komposition aus dem Jahr 1959, von John Lennon gesungen | The Unreleased Beatles Music & Film S. 260  |
| Lost John                                                                                 | 31. Januar 1969 | Ein traditionelles Lied von John Lennon gesungen | The Unreleased Beatles Music & Film S. 262  |
| Black Dog Blues (Daddy, Where You Been So Long?) / The Right String (But the Wrong Yo-Yo) | 31. Januar 1969 | Ein (traditionelles) Medley von John Lennon gesungen | The Unreleased Beatles Music & Film S. 262  |

### Unvollständige Beatles Lieder
Während der Sessions für den Film Let It Be wurden weitere Beatles-Kompositionen angespielt oder unvollständig aufgenommen.
| Titel                   | Aufnahmedatum         | Anmerkung | Quelle                                           |
| ----------------------- | --------------------- | --- | ------------------------------------------------ |
| Thinking of Linking     | 03. Januar 1969       | Die Aufnahme ist weniger als eine halbe Minute lang, eine weitere unvollständige Neuaufnahme wurde am 23. Juni 1994 durchgeführt und auf der Bonus-DVD der Anthology-Serie veröffentlicht. Thinking of Linking wurde auch in der Dokumentationsserie The Beatles: Get Back veröffentlicht. | The Unreleased Beatles Music & Film, S. 357      |
| Just Fun                | 08. Januar 1969       | Die Aufnahme ist weniger als eine halbe Minute lang, sie wurde in der Dokumentationsserie The Beatles: Get Back veröffentlicht. | The Unreleased Beatles Music & Film, S. 356      |
| Another Day             | 09. Januar 1969       | Eine McCartney-Komposition, die im Februar 1971 als Single veröffentlicht wurde. Another Day wurde auch in der Dokumentationsserie The Beatles: Get Back veröffentlicht. | The Unreleased Beatles Music & Film, S. 243      |
| The Back Seat of My Car | 14. Januar 1969       | Eine McCartney-Komposition, die im Mai 1971 auf dem Album Ram veröffentlicht wurde. The Back Seat of My Car wurde auch in der Dokumentationsserie The Beatles: Get Back veröffentlicht. | The Unreleased Beatles Music & Film, S. 247      |
| Too Bad About Sorrows   | 21. Januar 1969       | Die Aufnahme ist etwa eine halbe Minute lang, sie wurde in der Dokumentationsserie The Beatles: Get Back veröffentlicht. | The Unreleased Beatles Music & Film, S. 357      |
| Window Window           | 21. + 24. Januar 1969 | Eine Harrison-Komposition, die 2021 auf der Wiederveröffentlichung des Harrison-Albums All Things Must Pass veröffentlicht wurde. Window Window wurde auch in der Dokumentationsserie The Beatles: Get Back veröffentlicht.                                                                | The Unreleased Beatles Music & Film, S. 247, 252 |

## Fanclubveröffentlichungen / Christmas Records
Der britische und amerikanische Beatles-Fanclub veröffentlichte zwischen 1963 (in den USA ab 1964) und 1969 für deren Mitglieder spezielle, von den Beatles aufgenommene Weihnachtssingles. Diese wurden von der Firma Lyntone auf Flexidiscs gepresst. Am 15. Dezember 2017 wurden erstmals offiziell Nachpressungen der sieben britischen Weihnachtssingles in einer limitierten Box mit dem Titel Happy Christmas Beatle People! veröffentlicht. Statt als Flexidiscs wurden sie auf buntem Vinyl gepresst, das Artwork wurde den Originalcovern nachempfunden. In den Liner Notes sind unter anderem die damaligen Begleitschreiben der Beatles an die Fanklubmitglieder abgedruckt. Der Inhalt der einzelnen Singles besteht aus Danksagungen an die Fans, Sketchen (auch in Form von Hörspielen) sowie Teile von angesungenen Liedern.
| Veröffentlichungsdatum | Titel                                                                             | Länge |
| ---------------------- | --------------------------------------------------------------------------------- | ----- |
| 06. Dezember 1963      | The Beatles Christmas Record                                                      | 5:00  |
| 18. Dezember 1964      | Another Beatles Christmas Record (GB) / Season’s Greetings from The Beatles (USA) | 4:05  |
| 17. Dezember 1965      | The Beatles Third Christmas Record                                                | 6:26  |
| 16. Dezember 1966      | Pantomime: Everywhere It’s Christmas                                              | 6:40  |
| 15. Dezember 1967      | Christmas Time (Is Here Again)                                                    | 6:10  |
| 20. Dezember 1968      | The Beatles 1968 Christmas Record                                                 | 7:55  |
| 19. Dezember 1969      | Happy Christmas 1969                                                              | 7:42  |

Im Dezember 1970 erschien auf Apple, exklusiv für die Fanclubs, eine Kompilation aller sieben Singles – in Großbritannien als From Then To You und in den USA als The Beatles Christmas Album. Diese Kompilationen wurden bisher nicht offiziell veröffentlicht.
| Veröffentlichungsdatum | Titel                             | Label/Katalognummer |
| ---------------------- | --------------------------------- | ------------------- |
| 18. Dezember 1970      | From Them to You (GB)             | Apple LYN 2153      |
| 18. Dezember 1970      | The Beatles Christmas Album (USA) | Apple SBC-100       |

## Liveaufnahmen 1962–1966

### Audioaufnahmen
Eine Vielzahl von Konzertmitschnitten wurde auf Bootlegs veröffentlicht. Meistens sind die Aufnahmen von minderwertiger Qualität, da es sich um Publikumsaufnahmen handelt. Die Tonspuren von den Videoaufnahmen im unteren Kapitel (10.2) wurden ebenfalls als Audiobootlegs veröffentlicht (auf eine zweite Aufzählung wird verzichtet).

#### Saint Peter’s Church, Liverpool – 6. Juli 1957
Am 6. Juli 1957 trafen sich erstmals John Lennon und Paul McCartney während einer Veranstaltung, auf der auch die Quarrymen spielten. Zwei der gespielten Titel, bei denen allerdings Paul McCartney nicht mitwirkte, wurden mit einem tragbaren Grundig-Tonbandgerät aufgenommen und am 26. Juni 2007 von der BBC ausschnittsweise gesendet.
1. Puttin’ on the Style (Norman Cazden)
2. Baby Let’s Play House (Arthur Gunter)

#### Star-Club, Hamburg – Dezember 1962

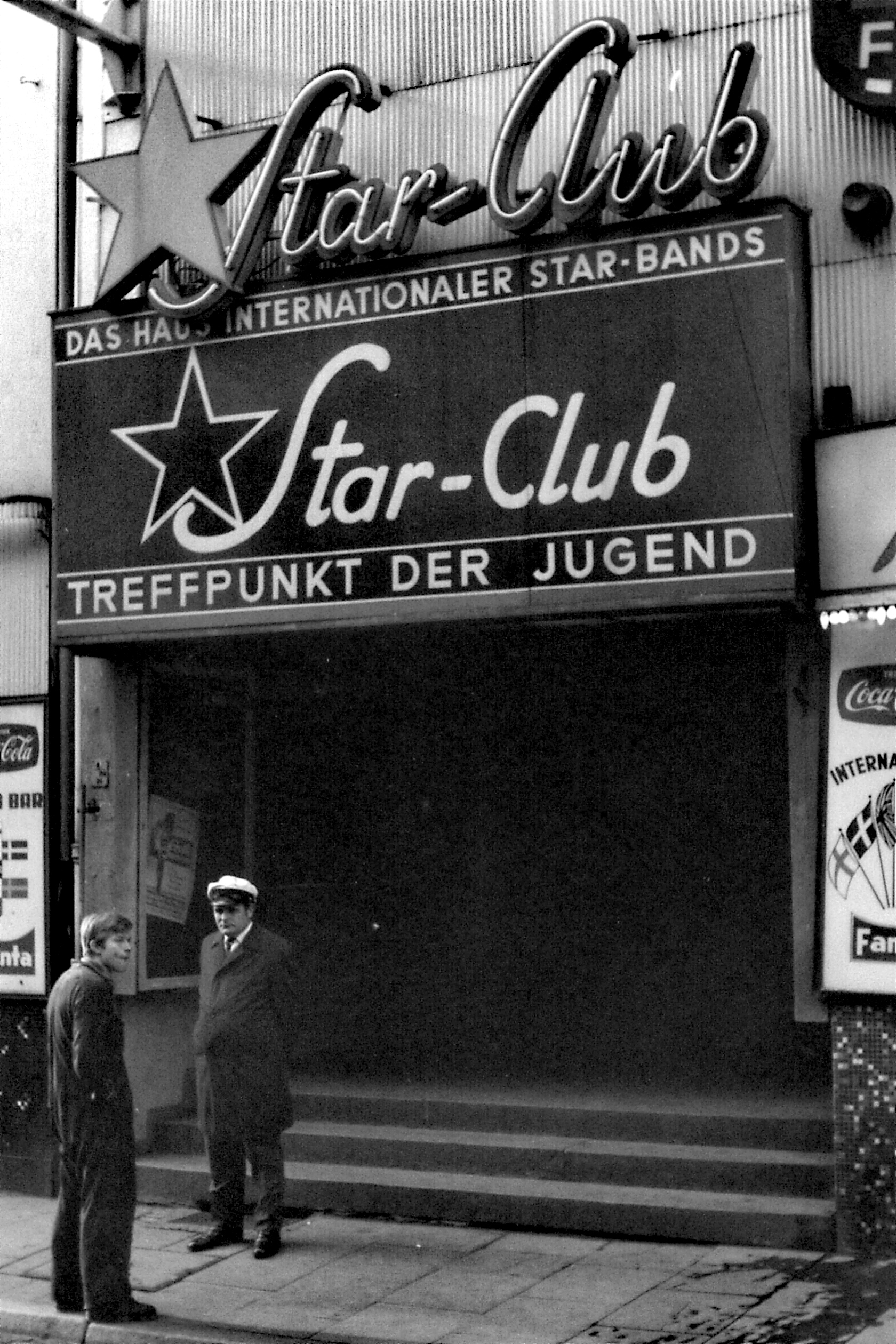
Eingang des Star-Clubs in der Großen Freiheit, Hamburg, ca. 1968

Die folgenden aufgeführten Liveaufnahmen der Beatles wurden im Dezember 1962 im Auftrag von Ted „Kingsize“ Taylor von Adrian Barber, dem Bühnenmanager des Star-Clubs, mit einem Grundig-Tonbandgerät aufgenommen. Von April 1977 an wurden die Aufnahmen, insgesamt 30 Titel, veröffentlicht. Im Jahr 1998 stoppte ein Gerichtsbeschluss weitere Veröffentlichungen.
1. Introduction/I Saw Her Standing There (Lennon/McCartney)
2. Roll Over Beethoven (Chuck Berry)
3. Hippy Hippy Shake (Chan Romero)
4. Sweet Little Sixteen (Berry)
5. Lend Me Your Comb (Kay Twomey, Fred Wise, Ben Weisman)
6. Your Feet’s Too Big (Ada Benson, Fred Fisher)
7. Twist and Shout (Phil Medley, Bert Russell)
8. Mr. Moonlight (Roy Lee Johnson)
9. A Taste of Honey (Bobby Scott, Ric Marlow)
10. Bésame Mucho (Consuelo Velázquez, Sunny Skylar)
11. Reminiscing (King Curtis)
12. Kansas City (Leiber/Stoller) / Hey, Hey, Hey, Hey (Leiber/Stoller, Richard Penniman)
13. Nothin’ Shakin’ (But the Leaves on the Trees) (Eddie Fontaine, Cirino Colacrai, Diane Lampert, John Gluck)
14. To Know Her Is to Love Her (Phil Spector)
15. Little Queenie (Berry)
16. Falling in Love Again (Can’t Help It) (Frederick Hollander, Sammy Lerner)
17. Ask Me Why (Lennon/McCartney)
18. Be-Bop-A-Lula (Gene Vincent, Bill Davis)
19. Hallelujah I Love Her So (Ray Charles)
20. Red Sails in the Sunset (Jimmy Kennedy, Wilhelm Grosz i. e. Hugh Williams)
21. Everybody’s Trying to Be My Baby (Carl Perkins)
22. Matchbox (Perkins)
23. I’m Talking About You (Berry)
24. Shimmy Like Kate (Armand J. Piron, Armand Piron, Fred Smith, Cliff Goldsmith)
25. Long Tall Sally (Enotris Johnson, Robert Blackwell, Penniman)
26. I Remember You (Johnny Mercer, Victor Schertzinger)
27. I’m Gonna Sit Right Down and Cry (Over You) (Joe Thomas, Howard Biggs)
28. Where Have You Been All My Life? (Barry Mann, Cynthia Weil)
29. Till There Was You (Meredith Willson)
30. Sheila (Tommy Roe)

Nur auf Bootlegs veröffentlichte Liveaufnahmen:
1. Road Runner (Bo Diddley)
2. Money (That’s What I Want) (mit Tony Sheridan) (Berry Gordy/Janie Bradford)
3. Red Hot (Billy Lee Riley)

#### Roxburgh Hall, Stowe School – 4. April 1963
Die Stowe School war eine renommierte öffentliche Schule für Jungen. Das Konzert kam zustande, nachdem einer der Schüler, David Moores aus Liverpool, Brian Epstein gefragt hatte, ob die Beatles einen Auftritt in Betracht ziehen würden. Epstein war von Moores' Anfrage so beeindruckt, dass er dem Konzert zustimmte. Die Jungen saßen in ordentlichen Reihen und schauten sich den Auftritt an, ohne dass während der Lieder geschrien wurde. Im April 2023 wurde bekannt, dass vom Auftritt der Beatles eine fast vollständige Aufnahme des Auftritts existiert, die von dem damals 15-jährigen Schüler John Bloomfield mit einem Tonbandgerät und einem Mikrofon gemacht wurde. Das Konzert dauerte rund eine Stunde und war damit deutlich länger als die Sets der künftigen Tourneen.
1. I Saw Her Standing There
2. Too Much Monkey Business
3. Love Me Do
4. Some Other Guy
5. Misery
6. I Just Don’t Understand
7. A Shot Of Rhythm And Blues
8. Boys
9. Matchbox
10. From Me to You
11. Thank You Girl
12. Memphis, Tennessee
13. A Taste Of Honey
14. Twist And Shout
15. Anna (Go to Him)
16. Please Please Me
17. The Hippy Hippy Shake
18. I’m Talking About You
19. Ask Me Why
20. Till There Was You
21. Money (That’s What I Want)
22. I Saw Her Standing There’ (reprise)
23. Sweet Little Sixteen
24. Long Tall Sally

#### Empire Theatre, Liverpool – 7. Dezember 1963
Die bisher früheste bekannte Aufnahme eines professionellen Konzerts der Beatles rechtfertigt, bedingt durch den historischen Wert, eine Auflistung trotz der minderwertigen Soundqualität.
1. From Me to You
2. I Saw Her Standing There
3. All My Loving
4. Roll Over Beethoven
5. Boys
6. Till There Was You
7. She Loves You
8. This Boy
9. I Want to Hold Your Hand
10. Money (That’s What I want)
11. Twist and Shout
12. From Me to You / Third Man Theme (Instrumental)

Teile des Konzertes wurden in Großbritannien in dem Fernseh-Special It’s the Beatles gesendet.

#### Hollywood Bowl, Los Angeles – 23. August 1964
Dieses Konzert der Beatles während ihrer US-Tournee in der Hollywood Bowl wurde professionell mit einem Drei-Spur-Tonbandgerät aufgenommen. Die Idee der Veröffentlichung eines Livealbums wurde aber verworfen; lediglich ein Ausschnitt von Twist and Shout wurde für das Dokumentationsalbum The Beatles’ Story in den USA verwendet. Erst im Mai 1977 erschienen sechs der zwölf Titel (mit * markiert) auf dem Livealbum The Beatles at the Hollywood Bowl. Das Album wurde am 9. September 2016 mit Bonusstücken auf CD veröffentlicht (mit + markiert).
1. Twist and Shout
2. You Can’t Do That +
3. All My Loving *
4. She Loves You *
5. Things We Said Today *
6. Roll Over Beethoven *
7. Can’t Buy Me Love
8. If I Fell
9. I Want to Hold Your Hand +
10. Boys *
11. A Hard Day’s Night
12. Long Tall Sally *

#### Convention Hall, Philadelphia – 2. September 1964
Diese sehr gute Monoaufnahme wurde für die lokale Radiostation WIBG aufgenommen und enthält die gleiche Trackliste wie das Konzert in der Hollywood Bowl.

#### Sam Houston Coliseum, Houston – 19. August 1965
Bei der Nachmittags- und Abendshow handelt es sich um sehr gute Radioaufnahmen eines lokalen Senders (KILT).
1. Twist and Shout
2. She’s a Woman
3. I Feel Fine
4. Dizzy Miss Lizzy
5. Ticket to Ride
6. Everybody’s Trying to Be My Baby
7. Can’t Buy Me Love
8. Baby’s in Black
9. I Wanna Be Your Man
10. A Hard Day’s Night
11. Help!
12. I’m Down

#### Hollywood Bowl, Los Angeles – 29. und 30. August 1965
Der zweite Versuch von Capitol Records, ein Beatles-Livealbum zu veröffentlichen, wurde auch 1965 fallen gelassen. Erst im Mai 1977 erschienen die aufgeführten sieben der 24 aufgenommenen Titel auf dem Livealbum The Beatles at The Hollywood Bowl. Das Album wurde am 9. September 2016 mit Bonusstücken auf CD veröffentlicht. Die Trackliste entspricht der der Konzerte im Sam Houston Coliseum vom 19. August 1965.
Konzert vom 29. August 1965
1. Dizzy Miss Lizzy (zweite Hälfte wurde veröffentlicht)
2. Ticket to Ride
3. Help!

Konzert vom 30. August 1965
1. Twist and Shout
2. She’s a Woman
3. Dizzy Miss Lizzy (erste Hälfte wurde veröffentlicht)
4. Can’t Buy Me Love
5. A Hard Day’s Night
6. Everybody’s Trying to Be My Baby (CD 2016)
7. Baby’s in Black (CD 2016)

Baby’s in Black wurde auch als B-Seite der Single Real Love im März 1996 veröffentlicht.

#### Candlestick Park, San Francisco – 29. August 1966
Hierbei handelt es sich um das letzte vollständige Konzert der Beatles. Es fand am 29. August 1966 im Candlestick Park statt. Trotz der minderwertigen Aufnahmequalität rechtfertigt wiederum der historische Wert die Auflistung. Die Aufnahme wurde vom Pressemanager der Beatles Tony Barrow mit einem Kassettenrekorder durchgeführt.
1. Rock and Roll Music
2. She’s a Woman
3. If I Needed Someone
4. Day Tripper
5. Baby’s in Black
6. I Feel Fine
7. Yesterday
8. I Wanna Be Your Man
9. Nowhere Man
10. Paperback Writer
11. Long Tall Sally (teilweise)

### Videoaufnahmen
Die nachfolgende Aufstellung umfasst professionelle Film- und Fernsehaufnahmen von Auftritten und Konzerten der Beatles, die zum Teil ausschnittsweise in der Anthology-DVD-Serie zu sehen sind.

#### Washington Coliseum, Washington, DC – 11. Februar 1964
Das erste Konzert der Beatles in den USA wurde von der CBS gefilmt. Die Schwarzweiß-Aufnahme wurde teilweise für die Anthology-Serie sowie für die DVD The Beatles: The First U.S. Visit verwendet. Drei der Titel wurden für die Anthology-DVD-Serie (mit * markiert) verwendet. Seit dem 17. November 2010 bietet iTunes das Konzert als Bonus-Download an, wenn ein Kunde die The Beatles Stereo Box Set herunterlädt.
1. Roll Over Beethoven
2. From Me to You
3. I Saw Her Standing There *
4. This Boy
5. All My Loving
6. I Wanna Be Your Man
7. Please Please Me *
8. Till There Was You
9. She Loves You *
10. I Want to Hold Your Hand
11. Twist and Shout
12. Long Tall Sally

#### NME Pollwinners’ Concert Empire Pool, Wembley – 26. April 1964
Eine gefilmte Musikveranstaltung der englischen Musikzeitschrift NME. Der Auftritt der Beatles bestand aus fünf Titeln.
1. She Loves You
2. You Can’t Do That
3. Twist and Shout
4. Long Tall Sally
5. Can’t Buy Me Love

#### The Beatles sing for Shell Festival Hall, Melbourne, Australien – 17. Juni 1964
Dieses Konzert wurde vom australischen Fernsehen aufgenommen.
1. I Saw Her Standing There
2. You Can’t Do That
3. All My Loving
4. She Loves You
5. Till There Was You (unvollständig)
6. Roll Over Beethoven (unvollständig)
7. Can’t Buy Me Love
8. Twist and Shout
9. Long Tall Sally

#### NME Pollwinners’ Concert Empire Pool, Wembley – 11. April 1965
Eine weitere gefilmte Musikveranstaltung der englischen Musikzeitschrift NME. Der Auftritt der Beatles bestand wiederum aus fünf Titeln.
1. I Feel Fine
2. She’s a Woman
3. Baby’s in Black
4. Ticket to Ride
5. Long Tall Sally

#### Les Beatles Palais des Sports, Paris Frankreich – 20. Juni 1965
Der Auftritt wurde im französischen Fernsehen gesendet, hierbei handelt sich um eines der wenigen vollständig gefilmten und erhaltenen Beatles-Konzerte. Das französische Publikum verhielt sich relativ ruhig, sodass hier mehr die Musik im Vordergrund steht. Zwei der Titel wurden für die Anthology-DVD-Serie (mit * markiert) verwendet.
1. Twist and Shout
2. She’s a Woman
3. I’m a Loser *
4. Can’t Buy Me Love
5. Baby’s in Black
6. I Wanna Be Your Man
7. A Hard Day’s Night
8. Everybody’s Trying to Be My Baby *
9. Rock ’n’ Roll Music
10. I Feel Fine
11. Ticket to Ride
12. Long Tall Sally

#### The Beatles at Shea Stadium, New York City – 15. August 1965
Diese 50-minütige Fernsehdokumentation, in Farbe im New Yorker Shea Stadium aufgenommen, umfasst nicht nur zehn von zwölf Livetiteln, sondern es wurden auch Ausschnitte von den Vorbereitungsarbeiten für das Konzert sowie kleinere Liveauftritte des Vorprogramms gezeigt. Teilweise wird die Dokumentation mit Kommentaren von den Beatles und Brian Epstein unterlegt. Teile der Dokumentation wurden für die Anthology-DVD-Serie (mit * markiert) verwendet. Die Tonqualität erwies sich als so schlecht, dass die Liveaufnahmen durch andere Versionen ersetzt wurden. Sieben der Titel (mit + markiert) erhielten am 5. Januar 1966 möglichst synchron zur Filmaufnahme Overdubs im Studio, zwei Lieder, I Feel Fine und Help! wurden komplett neu aufgenommen. Da die Beatles einen vollen Terminkalender hatten, reichte die Zeit nicht, um Twist and Shout und Act Naturally ebenfalls zu bearbeiten. Für den ersten Titel griff man auf die Liveaufnahme vom Konzert in der Hollywood Bowl aus dem Jahr 1965 zurück, bei Act Naturally versah man die Studioaufnahme vom Album Help! mit Publikumsgeräuschen und verwendete diese Version für den Film.
1. Twist and Shout *
2. I Feel Fine *+
3. Dizzy Miss Lizzy +
4. Ticket to Ride +
5. Can’t Buy Me Love +
6. Baby’s in Black *+
7. A Hard Day’s Night
8. Act Naturally
9. Help! *+
10. I’m Down *+

#### Die Beatles, Circus Krone, München – 24. Juni 1966

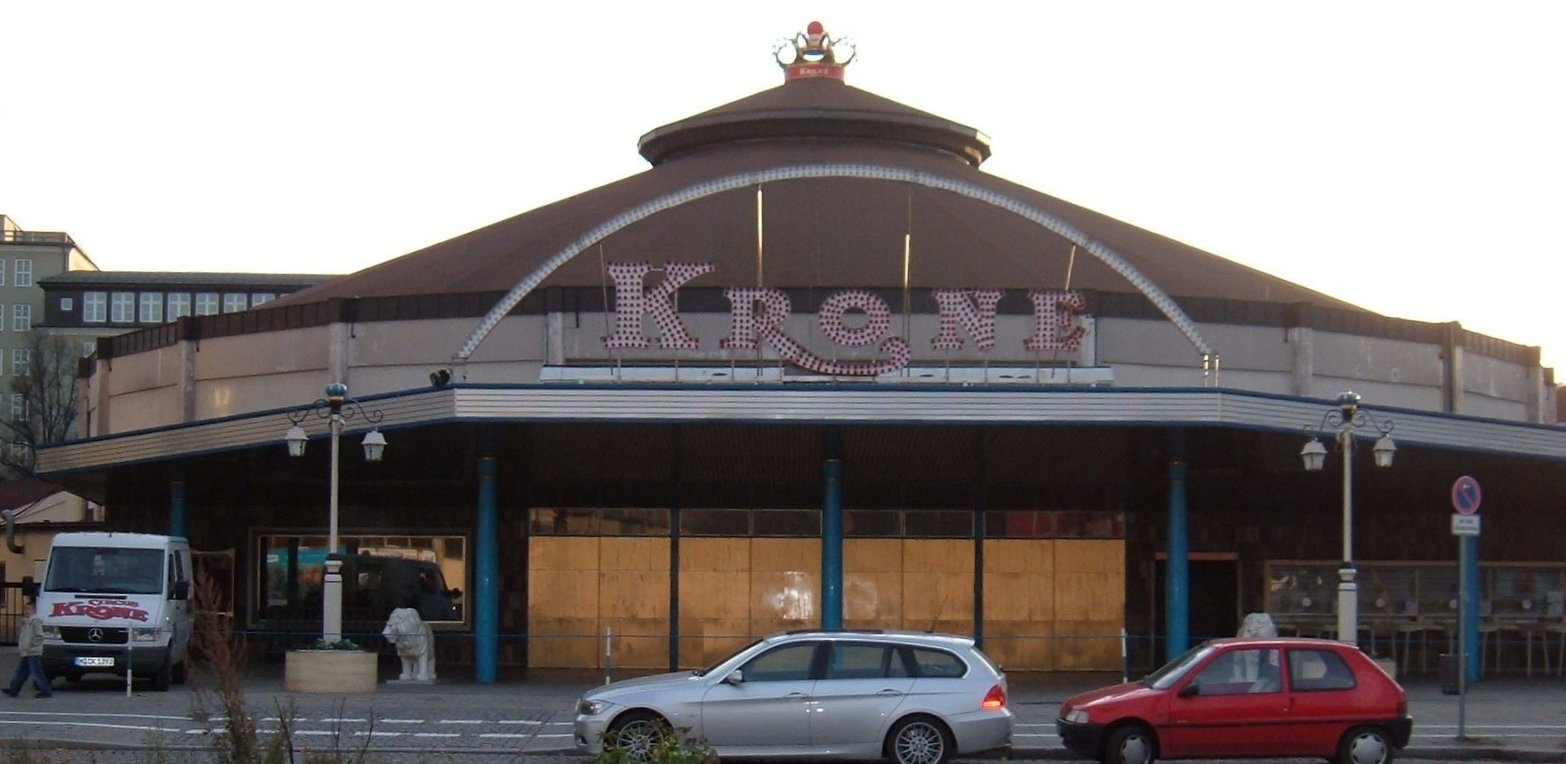
Auftrittsort in München: Der Bau des Circus Krone

Ein Fernsehspecial über eines der Konzerte der „BRAVO-Beatles-Blitztournee“ von 1966 inklusive Ausschnitte vom Vorprogramm. Das Konzert der Beatles wurde nicht vollständig ausgestrahlt. Lediglich ein Titel wurde für die Anthology-DVD-Serie (mit * markiert) verwendet.
1. Rock and Roll Music
2. She’s a Woman (teilweise)
3. Baby’s in Black
4. I Feel Fine
5. Yesterday
6. Nowhere Man *
7. I’m Down

#### The Beatles Recital, From Nippon Budokan Hall, Tokyo – 30. Juni und 1. Juli 1966
Zwei vollständige Konzerte wurden vom japanischen Fernsehen in Farbe aufgenommen. Drei Titel der Dokumentation wurden für die Anthology-DVD-Serie (mit * markiert) verwendet.
1. Rock and Roll Music *
2. She’s a Woman
3. If I Needed Someone
4. Day Tripper
5. Baby’s in Black
6. I Feel Fine
7. Yesterday *
8. I Wanna Be Your Man
9. Nowhere Man
10. Paperback Writer *
11. Long Tall Sally

## Fernseh- und Videoaufnahmen 1962 bis 1969

### The Morecambe and Wise Show, Elstree Studio Centre, Borehamwood – 2. Dezember 1963
Bei der The Morecambe and Wise Show handelt es sich um eine Unterhaltungssendung des Fernsehens in Großbritannien mit Comedy und Sketcheinlagen der Moderatoren Eric Morecambe und Ernie Wise. Lediglich Moonlight Bay wurde für die Anthology-Serie verwendet.
1. All My Loving
2. This Boy
3. I Want to Hold Your Hand
4. Moonlight Bay

### Around the Beatles, Wembley Studios, Wembley – 28. April 1964
Die 55-minütige Fernsehshow bestand aus den unten aufgeführten vorproduzierten „Liveaufnahmen“ der Beatles sowie aus Auftritten von weiteren Künstlern. Lediglich das gekürzte Shout wurde für die Anthology-Serie verwendet. Eine Ausstrahlung erfolgte in Großbritannien und den USA.
1. Twist and Shout
2. Roll Over Beethoven
3. I Wanna Be Your Man
4. Long Tall Sally
5. Love Me Do / Please Please Me / From Me to You / She Loves You / I Want To hold Your Hand / Can’t Buy Me Love (Medley)
6. Shout

### The Beatles in Nederland, Café Restaurant Treslong, Hillegom, Niederlande – 5. Juni 1964

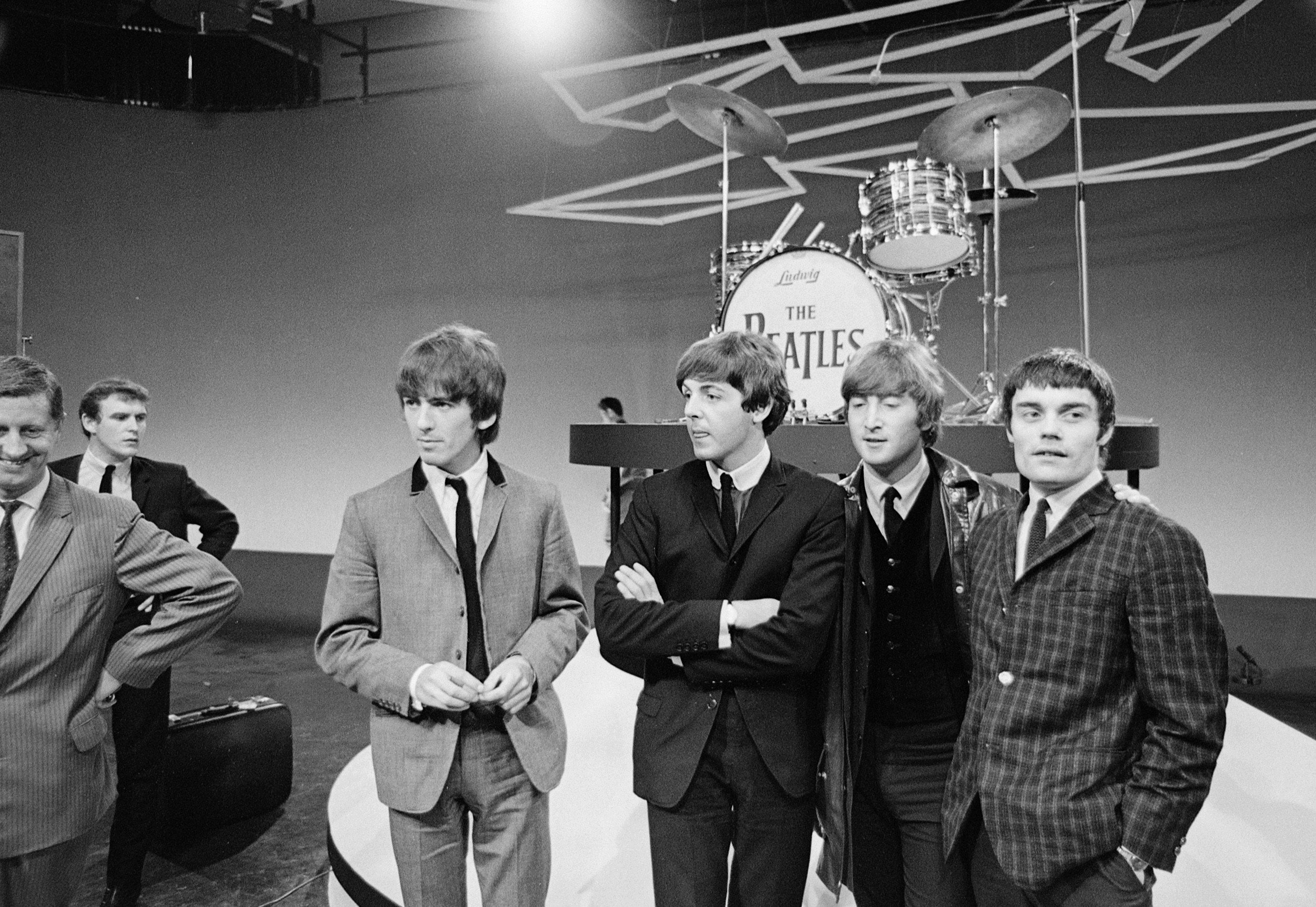
Café Restaurant Treslong

Ein Studioauftritt der Beatles mit Jimmie Nicol als Schlagzeuger. Die Beatles spielten zu Playback (Studioaufnahmen) und gaben ein Interview. Die Sendung wurde im niederländischen Fernsehen gezeigt.
1. She Loves You
2. All My Loving
3. Twist and Shout
4. Roll Over Beethoven
5. Long Tall Sally
6. Can’t Buy Me Love

### The Music of Lennon and McCartney, Granada TV Centre, Manchester – 2. November 1965
Dieses 45-minütige Fernsehspecial des britischen Fernsehens zeigt abgesehen von zwei Playbackauftritten der Beatles (Day Tripper und We Can Work It Out) Künstler, die Titel von John Lennon und Paul McCartney interpretierten; unter anderem auch A World Without Love, Bad to Me und It’s for You. Die Ansagen zu den Titeln wurden von den Komponisten selbst getätigt.

### Film-Outtakes, Twickenham Studios und Apple Studios, London – Januar 1969
1984 gab es eine kurze Veröffentlichung des Films Let It Be auf Videokassette. Remasterte Filmausschnitte sind auf der Anthology-DVD zu sehen; weiteres unveröffentlichtes Material gibt es auf Bootleg-DVDs. Die Dokumentationsserie The Beatles: Get Back aus dem Jahr 2021 umfasst weitere acht Stunden von den insgesamt 56 Stunden vorhandenen Filmmaterial.